# Stora Dalkarlstjärnen
Stora Dalkarlstjärnen är en sjö i Älvdalens kommun i Dalarna och ingår i Dalälvens huvudavrinningsområde.